# Fate/Prototype
《Fate/Prototype》（命運／原型，又稱舊Fate；）是《Fate/stay night》的故事原型（原作版Fate），於奈須蘑菇高中时期寫作，設定的時間是比《魔法使之夜》更早。

## 作品概述
雖然敲定了开篇和结局，但实际内容则只寫到相当于《Fate/stay night》裏第一次攻打柳洞寺的時間點。
此作的主角性别和《Fate/Stay Night》相反——女主角沙条绫香（对应卫宫士郎）是一名十多岁的眼镜少女，而旧Saber（对应Saber）则是外观年龄比她要大的金发青年。
据说奈须氏原本是想按照旧Fate的原有设定来做游戏的，但苦于按此设定18禁情节的设置难度较高，后来在原画师武内崇的建议下，才将男女主角的性别进行交换，故事劇情、設定及主角背景與《Fate/Stay Night》因而有不少相異之處，例如舊Saber並沒有使用及擁有Avalon的設定。
部份舊Fate的設定仍保留。例如：除武内崇本人喜歡旧Saber黑化的設定移植至Fate/stay night的“黑Saber”，Archer（金）的人设也有引用。而沙条绫香與旧Saber的配對，以及才女的設定，则由远坂凛及Archer继承。
2006年8月，TYPE-MOON于C70上发售的设定集《Character Material》辟出了数页来介绍该作。书内除了关于本作一些资料的杂谈外，Type-Moon的原画师武内崇还为本作的男女主角配上了初步设定图。
雖然奈须表示，暫時無意將舊Fate完整動畫化或遊戲化，但在2011年12月31日發售的TYPE-MOON十週年紀念OVA——《幻想嘉年華》第三季BD中，收錄了一段12分鐘長，名為《Fate/Prototype》的預告片，分別由花澤香菜及櫻井孝宏聲演沙条绫香及旧Saber。Fate/Prototype的人物設定與開始的Character Material中公佈的資料已有差別，如Rider的身份等。2012年8月10日，Fate/Prototype Tribute Phantasm出版，作為Fate/Prototype的角色設定集。後於2013年3月30日發售的Fate/Prototype Animation material內收錄了之前12分鐘短片的原畫集，此畫集亦包含了人物設定，修改了2012年設定集的部份人設。
2013年8月發表小說《蒼銀的碎片》（蒼銀のフラグメンツ），故事舞台跳躍回了8年前，那是講述著綾香的姊姊「沙條愛歌」與Saber締結契約後，挑戰前次聖杯戰爭的故事。

## 劇情簡介
黑魔術師家族的女兒——沙條綾香是一個與天才的姐姐沙條愛歌相比，平凡得無可相比的女子高中生。由於八年前的聖杯戰爭，父親和姐姐都去世了，從此綾香成為了孤兒。八年前父親曾說過：「總有一天你也會參加聖杯戰爭」，但綾香十分厭惡奪走父親和姐姐生命的聖杯戰爭並逃避著。
然而還是在神父的威懾下，聽從父親的教誨十分不情願的參戰。心地善良的她不忍殺死鴿子而使用了自己的血勾畫了召喚陣。最終在某天晚上被Lancer於家中襲擊，被穿刺死棘之槍刺中而觸發魔術迴路召喚了Saber。由此聖杯戰爭正式開始！
本作的御主也有職階的區分，令咒形狀對應職階，並非每個人不同，職階每上升一位，令咒就會多一根翅膀，且可出現在身體的任何位置，從第一位至第七位分別為：熾天使、智天使、座天使、主天使、力天使、能天使和權天使。

## 登場人物

### 本篇

#### Saber陣營
沙條綾香（聲：花澤香菜）
主角，Saber之御主，後來更同时成为Lancer的御主。身為魔術師的天賦不高，為此感到沮喪。御主階位為最低階的第七位・權天使。
獨自一個人住在洋館中。自我評價是個性陰沉、膽小、見識不廣又愛慕虛榮等，乍看下是個乖巧的女孩子，但其實內在性格帶刺、具有攻擊性。由於八年前往生的姊姊是天才，因此對於自己的平庸產生自卑感而缺乏自信。繼承當家之位只是為了保住父親留下的財產和靈地（包括自己居住的洋館和魔術禮裝），避免魔術協會收回
雖然修習學自父親的黑魔術，但是厭惡魔術，甚至不敢宰殺要在儀式中使用的鴿子，因此，沙條家魔術工房（庭院）裡的鴿子越來越多隻（也因為這個原因，只會做以半成品為食材的料理）。
雖然同樣在八年前去世的父親曾說她將會參加聖杯戰爭，但她因為在聖杯戰爭中失去姐姐與父親，因此拒絕一切與聖杯戰爭有關的任何事物，「絕對不要！」地逃避了。而在差點遭到Lancer殺害時不經意召喚出Saber被其所救，不得已只好參加聖杯戰爭。令咒的位置在胸口中央。實際上，她能召喚Saber，是因為她擁有經由Saber托其父廣樹轉送的聖遺物(遺世獨立的理想鄉，Saber的劍鞘)，得以在8年前從愛歌手中保住性命，並在Lancer刺穿心臟前得而自動治癒傷口，召喚Saber。這點與衛宫士郎召喚Saber的情節相似。
根據《Character material》描述，綾香其實更適合元素轉換（Formal Craft），而不是黑魔術，其資質有可能遺傳自母親在英國的古老魔術家族。在聖杯戰爭，為了協助Saber而改用因與家系魔術不符而不常使用的元素轉換，卻意外發掘出她在魔術上的潛質，後在時鐘塔接受埃爾梅洛二世的指導後，成為他眾多出色弟子之一。
遠坂凜的原型（角色性格）。
Saber（聲：櫻井孝宏）
擁有成熟的價值觀和正義感，懲惡揚善、令人暢快的英雄人物，但言談中帶有對世俗冷眼旁觀的諷刺。曾諷刺綾香的黑魔術毫無用處，而逼她改用元素轉換，繼而間接大大提高她在魔术方面的實力。
真名為亞瑟·潘德拉剛，為了改寫命運而回應聖杯的召喚，成為愛歌的從者。八年前的聖杯戰爭中存活到最後，在即將得到聖杯時毀棄契約而退場，對於上回戰役的記憶曖昧不明，就是毀約的後遺症。經過上回戰役已從拯救故國的願望中獲得解放，為了幫助八年前間接讓他「領悟到向聖杯許願的扭曲」的少女，這次也回應了召喚。與之前為得到聖杯而成为守護者所不同，這次身份是真正的英靈，對自己的圓桌騎士自稱要成为綾香的騎士，在第二次聖杯戰爭中守護她。
沙条綾香的從者，對她而言就像是理想中的白馬王子兼監護人一般。
寶具為「誓約勝利之劍（Excalibur）」，因為太有名了所以用風的魔術「風王結界」予以隱形，被圓桌騎士的十三條法則所封印，故必须通过圓桌會議，才能解放真名，與阿爾托莉亞所持有的聖劍不同。

#### Lancer陣營
玲瓏館美沙夜（聲：齋藤千和 幼年聲：田邊留依）
Lancer的御主。完美的美少女，出身在正統家族的千金小姐。御主階位為第二位・智天使。
「蒼銀的碎片」第2章主人公。自尊心強烈、華麗地殘忍。超級虐待狂。在這次聖杯戰爭當中，除了愛歌之外，真正最頂尖的魔術師。個性雖然殘忍，但也相當優秀，具有公平精神。修習的魔術系統不只有黑魔術，也擅長倫文與各種降靈術，而且可以把動物當做使役魔操控。
生於比沙条高上數段的魔術名門。雖然彼此的父親是舊識，但直到成為御主為止綾香都不認識她。而她本人則在第一次聖杯戰爭結束後，見過被母亲照顾、當時正昏迷不醒的綾香，並握着本來想在夢中找寻家人的綾香之手，在心中向昔日的自己告別。
父親因想要完成聖杯的執念對她下了「不成為御主取得聖杯的話就得死」的詛咒。事實上，給美沙夜下詛咒的並不是她父親而是沙條愛歌。美沙夜的父親為了解開女兒的詛咒四處奔走，最後卻被愛歌殺害。令咒的位置在後頸。
遠坂凜的原型（角色外型）。
Lancer（聲：中井和哉）
雖然粗魯卻令人感到暢快的男人。不會開口談論正義與邪惡哪邊比較好，但本性偏向正義的一方。
對美沙夜的嘲諷從不以為意。雖然美沙夜常常一有事就對他叨叨念，但是為了替她解除死咒而忙碌，在美沙夜咀咒發作後與綾香合作，把她殺死而了結其痛苦。
能夠操控動物，和美沙夜飼養的使魔們相性拔群。本人也十分喜欢美沙夜的性格，認為她像自己的恩师。
真名為庫夫林。寶具是大家已熟知、能夠逆轉因果的槍「貫穿朱槍（Gae bolg）」，但是因為美沙夜的主意而被逼封印不用，剛登場的時候使用的是木製長槍。本人對此安排感到十分不滿。

#### Archer陣營
Archer的御主
戴著眼鏡的青年。御主階位為第五位・力天使。
街上一棟能瞭望整個市街的高樓的擁有者，同時也是公司社長。Archer能夠適應現代生活，可能絕大多數是因為他的影響。令咒的位置在左臉。
Archer（聲：中村悠一）
天上天下唯我獨尊，但沒有像stay night中那種等級的王者氣質與狂傲。性格雖然冷酷、但對惡人之外的對象並不會以雜種稱呼。也許是受到御主的影響，比其他從者更能適應現代社會。
比起奪取聖杯，更為固執於自己是最強的英靈這件事上。把在從者的地位上高於自己的saber視為對手，對拿下眼鏡的綾香一見鍾情，打算打倒Saber，把綾香納為妻妾。另一方面，他在愛歌的身上看到伊絲塔的影子，所以相當討厭愛歌。
真名為古代烏爾克之王、擁有人類最古老的英雄敘事詩的吉爾伽美什。寶具是類似王之財寶的「王律鑰巴別（Bab-iru；）」。另一項為可進行近距離戰鬥的雙劍「終末劍恩基（Enki）」，為呼喚洪水之劍。真名解放時兩把會合體變為長弓，能召喚出諾亞洪水之原型的大海嘯，將襲捲的一切全部吞噬。

#### Rider陣營
伊勢三杏路（聲：緒方惠美）
外表約10歲身患重病的的男孩。御主階位為第三位・座天使。Rider的御主。
個性善良，對自己不幸的身世從不怨天尤人，希望世界和平。選擇佩修斯當自己的從者也是因為他把願望理想寄託在這位幸福的英雄所期望的未來。
受到八年前聖杯戰爭落敗的魔術師組織擁護而當上御主。但是在八年前的聖杯戰爭中，愛歌在他體內植入Beast，從此變成半生不死的狀態，利用魔術與醫療設備勉強吊住一條命。召喚出Rider七天後，聖杯戰爭開始之前就已經斷氣，但是死前使用所有令咒讓Rider獲得真實的肉體。令咒的位置在左手掌。
在「舊Fate」設定性別為女性。
Rider（聲：宮野真守）
失去御主的從者。使用御主的名字和身份假扮成一般學生，和綾香同年級。外表溫和、乍看之下是輕浮的美男子。給人的印象很好、愛哭、溫柔體貼的青年，但有著會為讓自己感動的事物不惜代價竭盡一切的缺點。一旦決定行惡，便能維持著溫和的性格和笑容殘殺無辜的人們，就某種意義來說，他也是個異常者。
真名為希臘英雄珀耳修斯（Perseus），唯一一位沒有「不幸的結局」的希臘英雄。雖然能操縱多種寶具，但有一次只能使用一種的限制。例如能飛翔於空中的涼鞋、能改變裝備者外型的斗篷（神話中是頭盔）、雅典娜所贈的青銅鏡盾（雷達、聲納）、獵蛇的鐮刀Harpe（不死身殺手）、裝著魔物首級的袋子Kibisis（鏡像結界）、以及「驅使天馬的韁繩柏勒洛豐（ペガサスを駆る手綱ベルレフォーン）」。

#### Berserker陣營
桑格雷德·法恩（聖克里毅多·鳳）（Fern Sankureido，聲：子安武人（OVA）、深川和征（廣播劇CD））
Berserker的御主。名字是假名。聖堂騎士團派來的僧侶。超級邪門歪道。沒有正式御主位階。身形細長，沒什麼特徵的臉，以此風貌為賣點，但只要見過的話就忘不了他爬蟲類一般的模樣。
表面上裝作一副敦厚的模樣，實在上卻有極度嚴重的種族歧視，不把東方人當人看待。而且只要是異端份子，就會毫不留情殺害的惡徒。由於殺人無數，連樞機主教都包庇不了他，而遭到處刑……官方說法是這樣，但其實買了個美國國籍，現在仍然以神父的身分活動著。
殺害了他所輔佐的Berserker的御主，巧妙地奪取了御主的權力。個性小心謹慎，總是與魔法陣一起移動，所以身具不同凡響的防禦能力。在這次參加戰爭御主當中，屬他實力最強。但是因為不是魔術師，所以御主位階只有最低的無編號。令咒的位置在舌頭上。
Berserker
设定上跟stay night中几乎没有太大的差异。
真名為赫拉克勒斯，希臘神話中最偉大的英雄。

#### Beast陣營
沙條愛歌（聲：豐崎愛生）
大綾香六歲的姐姐，性格單純又堅強、愛作夢的少女。在八年前的聖杯戰爭中死去，當時的從者是Saber。御主階位為第一位・熾天使。「蒼銀的碎片」第1章主人公。
個性天真無邪，但也因為天真而會做出一些殘酷行為的少女魔術師。對妹妹綾香的評價是凡夫俗子，曾經意圖利用綾香當做召喚Beast的祭品。
在八年前的聖杯戰爭中召喚出Saber，輕鬆成為勝利者，卻因為Saber反叛，被他刺穿胸口而死，屍首也送進大聖杯中。但愛歌靠聖杯的力量以半喪屍狀態復活，並率領着謎之職階——從者Beast的御主重新現身。
相當稀世才能的魔術師。誕生之時即與根源連接，擁有壓倒性的魔力與天資，具備與魔法使同等甚至以上的力量，可說是沒有前例的異常。
連從者都難以抵抗的恐怖存在。在八年前的聖杯戰爭中，除了原本召喚的Saber以外，還收服了失去主人的Assassin、令Caster叛主倒戈，並藉由控制御主來掌握Archer。一人便掌握了四名從者。
從出生起便看穿一切事物的本質與真理，因此缺乏人類應有的感情與思緒。於是，她刻意封印自己能預知未来的能力，並對親人隱藏自己真正的實力。直到與Saber相遇之後才「好轉」。對Saber有種病態又狂熱的迷戀，毫不隱藏自己對Saber的愛意。表示自己的願望就是實現Saber的願望，而為了實現這個願望，愛歌能毫不在乎的殺害所有阻礙者，即便是親人也一樣。
在八年前就已經發現聖杯的真相，虐殺大量少女作為祭品。令咒的位置在胸口中央，現在胸部上還留有八年前Saber刺穿的傷痕。
Beast
沙條愛歌召喚的「野獸」從者，原本不存在的第八種從者。
藉由聖杯戰爭形成實體，其真面目乃是《默示錄》中的「666獸印」。由人類的罪業與慾望所形成，本故事中的聖杯戰爭其實只不過是為了讓Beast完全成型的儀式而已。

#### 其他
沙條廣樹（聲：東地宏樹）
沙條綾香和愛歌的父親和黑魔术老师，1991年的沙条家当家。已故。以求得根源為目標，具有某種程度的家族歷史，典型的魔術師。然而，在愛歌刻意隱藏下，他和妻子一直都不知道爱歌自出生以来一直都連接着根源的秘密。
在八年前的聖杯戰爭中，推舉長女愛歌參戰，並以協助者的形式參加聖杯戰爭。只差一步就取得聖杯卻未能成功，本來打算阻止得知聖杯本質的愛歌行兇，但是卻毫無效果，慘死在愛歌召喚的觸手之下。不過，幸好他把查出的大聖杯根据地告知Saber，讓其及时把綾香救出並阻止666獸出生。

### 蒼銀的碎片
※聲優為廣播劇的陣容。

#### Saber陣營
沙條愛歌
第一次東京聖杯戰爭裡Saber的御主，御主階位第一位——熾天使。
詳情請參考上述。
Saber
真名為亞瑟·潘德拉剛，詳情請參考上述。

#### Lancer陣營
奈傑爾·賽瓦德（聲：橋詰知久）
Lancer的御主，起源為「執著」，並以此構築自己獨有的魔術系統，能夠調製出各種靈藥，差一點就會被封印指定的魔術師。位階是「典位」，以時鐘塔代表的身份參戰。除魔術外對武術也有涉獵。認識第二次聖杯戰爭中Archer的御主，曾提供了不少關於聖杯戰爭的情報給他。
在戰爭之初下令Lancer最低限度須與各個從者進行一次前哨戰的命令。來在認為是最強敵人的Saber面前以令咒強行命令Lancer吃下「愛情靈藥」。參與對Berserker戰，在Rider戰中也協助Saber和Archer以寶具攻擊大神殿。對上愛歌時，向愛歌表示Saber的願望無論如何都不能讓他實現，因而被愛歌殺死。
為了使寶具更加強化，無視Lancer哭著請求不想再喝藥，以令咒命她繼續喝下靈藥。令咒位置在右眼。
Lancer（聲：能登麻美子）
在第一次東京聖杯戰爭中由奈杰尔·塞沃德所召喚出的女武神英靈，手持巨枪的女人。
真名为北欧史詩——《沃爾松格傳》中被降為凡身的女武神，屠龍英雄——齊格菲的情人「布倫希爾德」。
Master是距离封印指定只差一步的时钟塔魔术师奈杰尔·塞沃德，可以制作影响人类情感甚至能影响到英灵的灵药。不僅接受了主人最低限度須與各個從者進行一次前哨戰的命令，還在認為是最強敵人的對手面前被令咒強行命令吃下「某種靈藥」。
其宝具「直至死亡將我倆分斷（Brynhild Romancia）」是一把以秘銀製成的巨大長槍。会随着Lancer對對手的愛意多寡而变动威力，只要满足条件就连女神赫尔（Hel）都能杀死的常驻型对人宝具。作為戰女神的Lancer對於英雄的存在都抱有一定的好感，因此在運用上沒什麼問題。疑似还有一不知名的其他宝具。
在圣杯战争首日与Archer有过交手，但双方出于对周围环境的考虑而停手以简单的交谈结束了最初的战斗，之后在与Saber的战斗中被Master以令咒强行命令吃下可以产生「强制之爱」的灵药。参与了围攻Berserker的战斗，并在战斗中与Saber、Archer一起接受了Rider的宣战布告
东京湾大决战中，与Saber、Archer并肩作战，但在面对狮身兽的第二次再生之后突然退出战场，后在Master的指示下使用谜之第二宝具打碎Rider大神殿的外壁，使得Saber得以进入大神殿与Rider交战。
在Rider、Archer退场之后成为了爱歌阵营唯一的敌人，出于对Master强制服药的抵触，受到爱情煎熬的Lancer最终内心崩溃并脱离了Master的控制寻找Saber。在击溃前来阻拦的Assassin与Caster之后来到了爱歌的面前，在看到爱歌时认为原本有著神格而不会被召唤的自己會被破例召唤，就是为了杀死沙条爱歌，但其能杀死女神的宝具却被爱歌以一个手指轻易挡下，因為她對愛歌沒有一絲喜爱，導致能殺死爱人的寶具無法對愛歌起作用。
最后与Saber的战斗中被其击败，Master也在与爱歌的角逐中死亡，同样向Saber寄托了某些事物后悲惨的退出了这次圣杯战争。死後靈體在聖杯中與Saber會面，鼓励及幫助他打敗Beast。最終靈體未能返回英靈之座，而被Beast污染，並成為爱歌在第二次聖杯战争中對付綾香的傀儡。

#### Archer陣營
艾爾莎·西條（聲：洲崎綾）
Archer的御主，（西）德（父親）日（母親）混血的白人女子，有一個死去多年的兒子路加。對外以戰地記者身分活動的女魔術師。
因為見識許多悲劇，所以決定盡可能以笑容過活，好隱藏自身真正的自己，但被自己所召喚的從者看穿，不過兩人都很有默契的不提起。因為臉上總掛著開朗的笑容，所以外表看起來比實際年齡年輕（雖然看來只有二十初，實際上快三十）。
在秋葉原遇見使用魔眼的Berserker的御主來野巽來說服她阻止聖杯戰爭，但她為自己的心願而一度拒绝巽的請求。不过，她在東京灣決戰中，終於答应已死的巽和Archer的請求，用盡令咒使Archer能得到釋放寶具的力量，以阻止戰爭波及途人的危机及打败Rider，結束自己的戰鬥。
在遇見Saber並下令Archer與之交戰時，被散步到身邊的Saber御主愛歌懾服，並藉到咀咒。後来在愛歌死後，她的咀咒也不藥而愈，成为當屆唯一能獲得善終的御主。最終回歸家鄉，並前往路加的墓地拜祭。在歸家途中遇見素不相識的巽之妹--環，可能覺得其與巽相似的眼睛似曾相识，而對她微笑。
令咒位置在右側乳房上。
Archer（聲：鶴岡聰）
在第一次東京聖杯戰爭中作為艾爾莎·西条召喚的從者。真名為古代波斯的大英雄「阿拉什」。
優秀的弓兵，在奧多摩山的遭遇戰中被Saber稱讚「本領可與圓桌騎士之一的崔斯坦卿媲美」。儘管能進行等同於絕技的遠距離攻擊，但這並非依靠他的寶具。
Master是日德混血的女魔术师艾爾莎·西条，在Archer与Lancer的首战后与Archer来到东京西部的奥多摩山区侦察伊势三一族的据点，却遭遇沙条爱歌与Saber，Master被爱歌的精神攻击击溃后，Archer的控制权也落在爱歌手上。参与与Saber、Lancer共同围攻Berserker的战斗，之后与Lancer、Saber一同受到Rider宣战布告，并被其指明在限定时间内来到其神殿内决战。
东京湾大决战中，在Saber释放Excalibur的同时也一起释放宝具“流星一条”（Stella）并在受到Master三划令咒的强化后，对准大神殿发出全力一击将Rider击败，但自己也因宝具的副作用而灵核破碎，在与Saber短暂交谈并寄托其某些事物后消逝。死後靈體在聖杯中與Saber會面，鼓励及幫助他打敗Beast。最終靈體未能返回英靈之座，而被Beast污染，並成為爱歌在第二次聖杯战争中對付綾香的傀儡。
寶具「流星一条（Stella）」是以自己性命為代價，發出足以割裂大地的極遠射程長距攻擊。

#### Rider陣營
伊勢三玄莉（聲：小柳基）
老人，第一次東京聖杯戰爭裡Rider的御主。御主階位為第四位——主天使，令咒位置不明。
奧多摩山區的魔術師集團伊勢三一族族長。
伊勢三一族原本是在日本有著長久歷史的魔術師家族，但卻因魔術迴路隨時代不斷衰退而被以英國的「時鐘塔」為中心的魔術協會貶為後進家系。
甚至為延續家族，使用被魔術師視為禁忌的「現代科學」以及外來的「西洋魔術」融合的獨門技術。
玄莉為了得到聖杯，不惜犧牲一族所營運的病院裡的大量病患的魔力（生命），認為跟一族所承受的無力相比被奪去魔力的病患們的痛苦不算什麼。
以妮菲塔莉王妃最後戴在身上的首飾為觸媒召喚出Rider，但也因此觸怒了Rider，被Rider的宣告跟散發出的王氣昏迷過兩次（三秒內），前兩次是靠禮裝的功能清醒，第三次則是用自身的魔術保持清醒。
在愛歌對位於奧多摩山區的伊勢三基地的突襲中喪生。
Rider（聲：子安武人）
在第一次的東京聖杯戰爭中由以東京西部為據點，奧多摩山區的魔術師集團所召喚出來的從者。
真名是被稱為「太陽王」的埃及最高法老——奧茲曼迪亞斯（希臘化名稱）。具有複數個強大的寶具與技能，具備同時與三騎士正面為敵甚至還能取勝的規格外實力。
被御主派遣作為使者，以便裝前往玲瓏館宅邸進行同盟契約簽訂。然而本人卻無視御主意向，打算以自己的觀察來判斷Caster組是否有結盟的資格。
最后与Saber在光辉大复合神殿内展开决战，被背叛的Caster施加手脚，Master死后陷入断魔状态，被Saber所杀。
寶具是「闇夜太陽船（Mesektet）」、「熱砂獅身獸（Abulhool Sphinx）」以及「光輝大複合神殿（Ramesseum Tentyris）」。

#### Caster陣營
玲瓏館父（聲：伊藤榮次）
玲瓏館美沙夜的父親。
第一次東京聖杯戰爭裡Caster的御主，御主階位第三位——座天使，令咒位置不明。
是支配日本魔術界的玲瓏館一族的當家，極具身為魔術師的驕傲。很早就發現女兒的才華，並請託過Caster教導。
因Caster的背叛「違反契約」，協助愛歌攻擊伊勢三一族，導致身為御主的自己遭到反彈，被自身的魔術刻印侵蝕肉體。
臨死前對美沙夜施予「不成為御主取得聖杯的話就得死」的詛咒，來覆蓋住愛歌的詛咒。
Caster（聲：三木眞一郎）
在第一次東京聖杯戰爭中由玲瓏館美沙夜之父所召喚出的魔法師英靈。
真名是中世紀瑞士醫生、鍊金術士、占星師——近代魔術之祖「帕拉塞爾蘇斯」。
具有一般魔術師所不具備的感性，以及將畢生研究教授給他人情操，以魔術師而言可說是異端般的存在。但在不擇手段的追求「根源」的這一點上，仍然是個徹頭徹尾的魔術師。
在遇見身為「根源」連結的沙條愛歌後，毫不猶豫背叛了玲瓏館，並協助愛歌對美沙夜施予詛咒。
最后被Saber的宝具击败。
宝具是「元素使的魔剑（Sword of Paracelsus）」，是萬應靈劍的原型。

#### Assassin陣營
仁賀征爾（聲：伊丸岡篤）
第一次東京聖杯戰爭裡Assassin的御主，御主位階位第六位，令咒位置不明。
在召喚Assassin後不久被她以寶具誤殺。
Assassin（聲：千本木彩花）
在第一次的東京聖杯戰爭中作為仁賀征爾的從者被召喚。
真名是中東暗殺組織首領「靜謐的哈桑」。寶具是「妄想毒身（Zabaniya）」，全身上下乃至體液都相當於毒的化現，在成為英靈之後得到進一步的昇華，就算是強韌的幻想種也能殺掉。因為有著這項幾乎是詛咒的寶具，所以願望是能遇上即使碰觸自己，仍不會死、不會倒下，還能對自己微笑的某個人。
為確認召喚出自己的仁賀征爾是否為自己所尋找的“可以碰觸自己的存在”，因而誤殺了自己的御主。
在幾日的遊蕩後，與即使碰了自己也不會喪命的沙條愛歌邂逅，立刻投歸她的旗下。
最后被Saber的宝具击败。

#### Berserker陣營
來野巽（聲：田丸篤志）
在第一次東京聖杯戰爭裡Berserker的御主，御主階位第七位——權天使，令咒位置不明。
就讀於世田谷都立高中的高中二年級生，成績是中間的中間、運動也是中間的中間，在意的女孩子是三天對自己微笑一次的鄰座同班同學。有一個叫環的妹妹。
出生於早已沒落的魔術家族中，父母皆為不知道魔术存在的普通人，可說是與魔術世界完全無緣的平凡少年，是在使用祖父遗留的魔法書後，意外下召喚出Berserker。將Berserker視為自己的朋友，在聆聽完Berserker的心願後，下定決心要在這場「聖杯戰爭」中成為“正義的夥伴”，防止東京成為魔術師互相爭鬥的戰場。具有魔眼，曾以魔眼制服過艾爾莎·西条，但是並未殺害，而是懇求她幫忙結束聖杯戰爭，最终不果。
首次盯上的目標是君臨東京，並企圖掩藏犧牲者的玲瓏館，總共對玲瓏館宅邸進行六次襲擊。但在第六次襲擊時，被愛歌及Assassin找到，最後遭到Assassin以寶具殺害。死後屍體遭Caster製作成行屍，送给Assassin。
Berserker（聲：宮野真守）
在第一次東京聖杯戰爭中作為來野巽召喚的從者。
真名是《化身博士》中的主角「亨利·杰基尔與海德」。與一般Berserker不同，須依靠寶具「悄密罪孽遊戲（dangerous game）」才能進入狂化，未進入狂化時連是否為從者都無法被感知。
如其傳說一樣有著雙重人格。未進入狂化時為善之人格杰基尔，外貌如同一名謙恭有禮的金髮青年。使用寶具狂化過後會轉變成惡之人格海德，頭髮凌亂，瞳孔變至紅色，力量也大幅度的增加。
作为Berserker现界的杰基尔本身并无需要圣杯实现的愿望，因此在巽的鼓励下打算成为“正义的伙伴”，对巽十分认同并愿意为其目标付出自己的全力。根据巽所搜集的情报，对此次圣杯战争中的“邪恶魔术师”玲珑馆家的宅邸发起了数次袭击但从未攻破过Caster所设下的防御结界。
之后在第六次对玲珑馆的袭击中与Saber展开了交战，但之后因为爱歌的阴谋，作为Master的巽被Assassin毒杀，自己也因此陷入了断魔状态并在Saber、Archer、Lancer的围攻的同时承受了Rider毁灭性的一击而消亡，临死前感叹未能与Saber放手一战。死後靈體首次以杰基爾的形象在聖杯中與Saber會面，鼓励及幫助他打敗Beast。最終靈體未能返回英靈之座，而被Beast污染，並成為爱歌在第二次聖杯战争中對付綾香的傀儡。

#### 其他
玲瓏館母
玲瓏館美沙夜的母親。
出身於位在伊豆的沒落魔術家族，是不懂得使用魔术的普通人，但擁有魔术师的血统，故在美沙夜的祖父攝合下，與美沙夜的父亲結婚，生下天赋异禀的女兒。對美沙夜而言，是一名會柔和地叮嚀餐桌禮儀的母親，在其國中時病逝。曾在第一次聖杯戰爭結束後，照顾由Saber送來、因姊姊的背叛和父亲的離世而大受打擊導致昏迷不醒的綾香。
沙條母
沙條綾香和愛歌的母親，來自英国古老魔术家族，也是一位魔术师。已故。在生前為綾香留下保護她的安全和守護成长的庭園。
來野環（聲：田中愛美）
來野巽的妹妹，中學三年級生。為了見斷絕音信的哥哥巽一面，隻身來到東京。
妮菲塔莉（聲：石見舞菜香）
Rider奧茲曼迪亞斯最初的王妃，也是他最愛的妻子。
摩西（聲：緒方惠美）
Rider奧茲曼迪亞斯的親友，兩人為義兄弟。長相神似伊勢三杏路。

### Labyrinth
諾瑪·古德菲洛

Saber
劍之英靈——阿爾托莉雅·潘多拉貢，出自《Fate/stay night》，和愛歌的Saber是相同而不同的人（平行世界的亞瑟王）。
Archer
弓之英靈——羅賓漢，出自《Fate/EXTRA》。

## OVA
製作人員
- 企画：TYPE-MOON
- 原作：奈須蘑菇
- 角色設計：武内崇 / 逢倉千尋 /  近衛乙嗣
- 神劍設計：RAITA
- 令咒・魔法陣設計：PFALZ
- 劇本：上江洲誠
- コンテ：岸誠二 / 小倉陳利 / 松本剛彦
- 演出：九十九十一
- 作画監督：森田和明 / 松本剛彦
- 動畫角色設計：森田和明
- 美術監督：下山和人
- 色彩設計：柳澤久美子
- 攝影監督：塩見和欣
- 編集：田村ゆり
- CG監督：内山正文
- 音響監督：飯田里樹
- 音樂：高梨康治
- 音樂製作：ランティス
- 動畫製作：Lerche
- 監督：岸誠二
- 製作：型月、雲雀、萬代影視

## 小說
Fate/Prototype 蒼銀的碎片
櫻井光執筆的外傳小說。插圖中原。從2013年8月號開始在《Comptiq》連載，Fate/Prototype的前傳，講述本篇設定中「八年前的聖杯戰爭」。單行本由角川書店出版，完結。
| 集數 | 副標題         | 角川書店       | 角川書店               | 台灣角川       | 台灣角川               | 天闻角川      | 天闻角川               |
| 集數 | 副標題         | 發售日期       | ISBN                   | 發售日期       | ISBN                   | 發售日期      | ISBN                   |
| ---- | -------------- | -------------- | ---------------------- | -------------- | ---------------------- | ------------- | ---------------------- |
| 1    | Little Lady    | 2014年9月10日  | ISBN 978-4-04-102127-9 | 2015年11月15日 | ISBN 978-986-366-804-6 | 2017年7月20日 | ISBN 978-7-5489-2790-7 |
| 2    | Best Friend    | 2014年10月10日 | ISBN 978-4-04-102128-6 | 2016年4月20日  | ISBN 978-986-473-021-6 | 2017年9月20日 | ISBN 978-7-5489-2898-0 |
| 3    | Beautiful Mind | 2015年3月10日  | ISBN 978-4-04-102452-2 | 2016年8月11日  | ISBN 978-986-473-226-5 | 2017年12月5日 | ISBN 978-7-5489-2978-9 |
| 4    | Dear My Hero   | 2016年3月10日  | ISBN 978-4-04-102453-9 | 2017年2月10日  | ISBN 978-986-473-492-4 | 2018年5月20日 | ISBN 978-7-5145-1237-3 |
| 5    | Knight of Fate | 2017年4月26日  | ISBN 978-4-04-103144-5 | 2017年12月下旬 | ISBN 978-957-853-126-0 | 2018年7月5日  | ISBN 978-7-5145-1291-5 |

Fate/Labyrinth
櫻井光執筆的外傳小說。插圖中原。於2015年5月號的《Comptiq》上短期連載，故事围绕沙条爱歌和Saber（阿尔托莉亚・潘德拉刚）展开，讲述平行世界的亚圣杯战争的故事。
| 集數 | 角川書店     | 角川書店               | 天闻角川                   | 天闻角川   | 天闻角川               |
| 集數 | 發售日期     | ISBN                   | 书名                       | 發售日期   | ISBN                   |
| ---- | ------------ | ---------------------- | -------------------------- | ---------- | ---------------------- |
| 1    | 2016年1月9日 | ISBN 978-4-04-103595-5 | Fate/Labyrinth迷宫圣杯战争 | 2022年预定 | ISBN 978-7-5140-2348-0 |

## 相關產品
幻想嘉年華 3rd Season 初回限定版 (Blu-ray)
2011年12月31日發售
本BD特典包含了Fate/Prototype 的OVA，以及設定資料集「Prototype/material」。
Fate/Prototype 夢幻陣容致敬精選集 (Fate/Prototype Tribute Phantasm)
2012年8月10日發售（角川書店：ISBN 978-4-04-120393-4，台灣角川：ISBN 978-986-325-663-2）
此書收錄各種設定介紹和設定畫，以及奈須蘑菇和武內崇的訪談。
Fate/Prototype 動畫設定資料本（Fate/Prototype -Animation material- ）
2013年3月30日發售（TYPE-MOON BOOKS）
此書收錄了Fate/Prototype 的OVA的分鏡稿集，並含有未使用影像的全部分鏡稿（總作畫379幅、總長度36分2秒）」以及「Prototype material」的一部份內容的修正版。
Fate/Prototype 廣播劇CD「船上的聖誕殺人事件（船上のメリークリスマス殺人事件）」
《Comptiq》2012年12月号附錄。編劇磨伸映一郎。

## 外部連結
- （日語）Fate/Prototype 蒼銀のフラグメンツ 桜井光×東出祐一郎×森瀬繚 作家座談会 角川書店（页面存档备份，存于）